# МКС-39
МКС-39 — тридцять дев'ятий довготривалий екіпаж Міжнародної космічної станції. Його робота почалася 10 березня 2014 з відстиковки Союз ТМА-10М від станції і закінчилась 13 травня 2014 року.

## Екіпаж
| Посада        | з листопада 2013            | з березня 2014 по травень 2014 |
| ------------- | --------------------------- | ------------------------------ |
| Командир      | Коїті Ваката (4), JAXA      | Коїті Ваката (4), JAXA         |
| Бортінженер 1 | Річард Мастраккіо (4), НАСА | Річард Мастраккіо (4), НАСА    |
| Бортінженер 2 | Михайло Тюрін (3), ФКА      | Михайло Тюрін (3), ФКА         |
| Бортінженер 3 |                             | Олександр Скворцов (2), ФКА    |
| Бортінженер 4 |                             | Олег Артем'єв (1), ФКА         |
| Бортінженер 5 |                             | Стів Свенсон (3), НАСА         |